# 岩代駅
岩代駅（いわしろえき）は、和歌山県日高郡みなべ町西岩代にある、西日本旅客鉄道（JR西日本）紀勢本線（きのくに線）の駅である。
谷山浩子の「テングサの歌」に登場する駅である。

## 歴史
- 1931年（昭和6年）9月21日：鉄道省紀勢西線の駅として開業[1][2]。
- 1959年（昭和34年）7月15日：現在の紀勢本線が全通、紀勢本線所属となる[1]。
- 1971年（昭和36年）10月1日：貨物取扱を廃止[2]。
- 1972年（昭和37年）12月1日：荷物の取り扱いを廃止[2]。
- 1985年（昭和60年）3月14日：無人駅化[3]。
- 1987年（昭和62年）4月1日：国鉄分割民営化に伴い、西日本旅客鉄道（JR西日本）の駅となる[1][2]。
- 2020年（令和2年）3月14日：ICカード「ICOCA」が利用可能となる[4]。

## 駅構造
相対式ホーム2面2線を有する地上駅。分岐器や絶対信号機を持たないため、停留所に分類される。紀伊田辺方面行きホーム側に駅舎があり、反対側の御坊方面行きホームへは跨線橋で連絡している。古くからの駅舎が残る。
紀伊田辺駅管理の無人駅で、自動券売機等は設置されていない（かつては駅舎には乗車駅証明書発行機の設置があったが、2008年1月時点では既に撤去された模様）。ICOCAのチャージに対応した設備も存在しない。駅舎横にトイレがある。

### のりば
| のりば | 路線       | 行先               |
| ------ | ---------- | ------------------ |
| 1      | きのくに線 | 紀伊田辺・新宮方面 |
| 2      | きのくに線 | 和歌山・天王寺方面 |

- 上表の路線名は旅客案内上の名称（愛称）で表記している。

## 利用状況
近年の1日平均乗車人員は以下の通り。
| 年度   | 1日平均 乗車人員 |
| ------ | ---------------- |
| 1998年 | 134              |
| 1999年 | 130              |
| 2000年 | 118              |
| 2001年 | 128              |
| 2002年 | 114              |
| 2003年 | 110              |
| 2004年 | 113              |
| 2005年 | 101              |
| 2006年 | 102              |
| 2007年 | 96               |
| 2008年 | 90               |
| 2009年 | 83               |
| 2010年 | 82               |
| 2011年 | 78               |
| 2012年 | 80               |
| 2013年 | 82               |
| 2014年 | 74               |
| 2015年 | 75               |
| 2016年 | 76               |
| 2017年 | 79               |
| 2018年 | 82               |
| 2019年 | 73               |
| 2020年 | 66               |
| 2021年 | 67               |
| 2022年 | 60               |

## 駅周辺
駅附近の梅林では、春先、概ね3月上旬頃には、満開の梅の花を眺めることが出来る。
- みなべ町立岩代小学校
- 岩代郵便局
- 紀州農協岩代出張所
- 徳本上人名号碑
- 有間皇子結松記念碑
- 岩代王子跡
- 東岩代川
- 西岩代川
- 東岩代八幡神社
- 西岩代八幡神社
- 国道42号
- みなべコミバス「JR岩代」停留所 - 岩代ルート（デマンドタクシー方式）[6]

## 隣の駅
西日本旅客鉄道（JR西日本）
 きのくに線（紀勢本線）
■快速・■普通
南部駅 - 岩代駅 - 切目駅